# Violeta Parra
Violeta del Carmen Parra Sandoval, född 4 oktober 1917 i San Carlos i Biobío-regionen i södra Chile, död 5 februari 1967 i Santiago, var en chilensk folksångerska, singer/songwriter, målare och textilkonstnär.
Hon anses vara Chiles viktigaste folklore-musiker och grundare av Nueva Canción-rörelsen. Hennes inflytande har varit betydande.

## Biografi
Violeta Parra var syster till Nicanor Parra och Roberto Parra Sandoval. Parra började spela gitarr som 9-åring och redan som 12-åring komponerade hon sina första melodier. På grund av ekonomiska problem och pappans död flyttade hon som 15-åring till Santiago de Chile inbjuden av sin bror Nicanor. Vid sidan av skolgången bildade hon en folkloreduo, "Las hermanas Parras", med systern Hilda, och uppträdde på barer och mindre ställen. I slutet av 1950-talet spelade de in "El Caleuche", "La cueca del payaso" och "La viudita" som fick viss framgång. År 1953 spelade Parra in "Casamiento de negros" och "Qué pena siente el alma". Hon fick pris som årets folklorist och bjöds in till 1955 års Världsungdomsfestival i Warszawa, Polen. Violeta besökte Sovjetunionen och andra länder som Frankrike där hon spelar in "Guitare et Chant: Chants et Danses du Chili" vilket var hennes första grammofonskiva.
Hon fick två barn, som även de var betydelsefulla för Nueva Canción Chilena. Isabel Parra, 1939, och Ángel Parra, 1943. De startade musikcaféet Peña de los Parra med musikcaféerna i Paris som förebild.

### I Europa
Mellan 1961 och 1965 bodde Parra i Frankrike och fortsatte med artistkarriären.
Schweizisk television gjorde en dokumentär om henne, som idag är en av de få filmade sekvenser av Violeta Parra som finns kvar.
Hennes produktion fortsatte med "Miren cómo sonríen", "Qué dirá el santo padre", "Arauco tiene una pena" och "Según el favor del viento" som blev mycket framgångsrika och senare tillsammans med andra sånger kom att utgöra grunden för Nueva Canción-rörelsen.
År 1965 återvände Parra till Chile för att tillsammans med Víctor Jara, Patricio Manns och sina barn bilda ett folklorecentrum, Peña de los Parra. Mottagandet av centret blev inte den framgång de hoppats på. Hon spelade kort därefter in albumet kallat Las últimas composiciones som innehåller stycken som "Gracias a la vida" och "Run Run se fue pa'l Norte".
Den 5 februari 1967 begick hon självmord, 49 år gammal.

### I Sverige
Parras sånger introducerades i Sverige av Jan Hammarlund, som 1974 gav ut skivan Tusentals stjärnor över Chile med hennes översatta sånger. Hennes mest kända sång, både i Sverige och internationellt, är Gracias a la vida, på svenska "Jag vill tacka livet" och för en svensk allmänhet mest igenkänd i inspelningen av Arja Saijonmaa. 1975 gav Jan Hammarlund ut text och noter till 17 av Parras sånger i häftet "I centrum av orättvisan", som också innehåller en biografi och handledning i sång- och spelstil.

## Utmärkelser
Nedslagskratern Parra på planeten Venus är uppkallad efter henne.